# Grote rog
De grote rog (Beringraja binoculata) is een vissensoort uit de familie van de Rajidae. De wetenschappelijke naam van de soort is voor het eerst geldig gepubliceerd in 1855 door Girard.